# Netzow (Plattenburg)

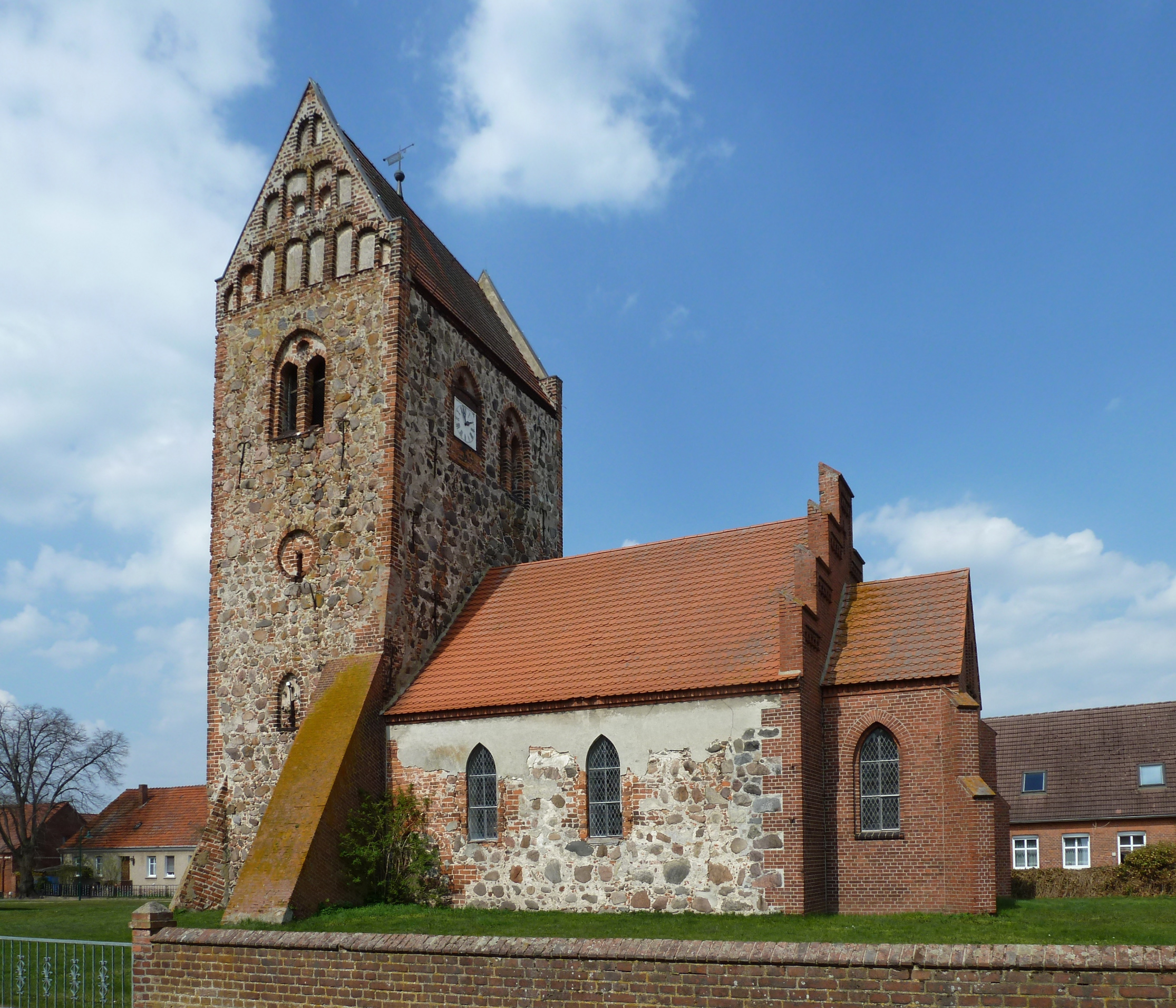
Dorfkirche in Netzow (2012)

Netzow ist ein Ortsteil der amtsfreien Gemeinde Plattenburg im Landkreis Prignitz in Brandenburg. Zu Netzow gehören die Gemeindeteile Klein Leppin und Söllenthin sowie der Wohnplatz Schwanensee.
Netzow wurde erstmals 1329 urkundlich erwähnt und als Angerdorf bezeichnet.
Der Ort liegt südöstlich der Kreisstadt Perleberg. Durch Netzow verläuft die Kreisstraße K 7003 und westlich die B 107. Südlich des Ortes verläuft die Landesgrenze zu Sachsen-Anhalt. Eine Agrargenossenschaft ist der wichtigste Betrieb des Ortes.
1933 gründete sich die Freiwillige Feuerwehr Netzow. Zum Gründungsbeginn zählte sie 29 Mitglieder. Heute (2021) sind rund 25 Kameraden aktiv, dazu kommt der Nachwuchs der Jugendfeuerwehr Netzow.
Der Kinofilm Das weiße Band – Eine deutsche Kindergeschichte des österreichischen Regisseurs Michael Haneke aus dem Jahr 2009 wurde u. a. in Netzow gedreht. Das Dorf wurde aus rund 400 möglichen Drehorten europaweit ausgewählt. Für die Dreharbeiten im Jahr 2008 wurde die Neuasphaltierung der Kreisstraße auf das Folgejahr aufgeschoben. Ein Gedenkstein in der Mitte des Dorfes erinnert an den Kinofilm.

## Sehenswürdigkeiten
In der Liste der Baudenkmale in Plattenburg sind für Netzow zwei Baudenkmale aufgeführt:
- Die evangelische Kirche wurde im späten 15. Jahrhundert erbaut. Es ist ein Saalbau mit einem querstehenden Westturm. 1884/86 wurde die Kirche durch einen Backsteinchor im Osten erweitert.
- Die Grabstätte der Familie Hermann Stölke auf dem Friedhof (Netzower Dorfstraße) ist aus schwarzem Granit erstellt worden. Um die Grabstätte befindet sich eine Einzäunung, die Pfosten sind ebenfalls aus schwarzen Granit.